# Jaime Eyzaguirre
Jaime Miguel Eyzaguirre Gutiérrez (Santiago, 21 de diciembre de 1908-ibídem, 17 de septiembre de 1968) fue un historiador, jurista y académico chileno, principal representante de la corriente historiográfica católica y el hispanismo en su país. Es considerado como uno de los intelectuales más importantes del conservadurismo en Chile durante el siglo XX y junto con Alberto Edwards y Francisco Antonio Encina fue unos de los tres historiadores más leídos e influyentes durante este período.Fue distinguido con la Medalla de Honor de la Academia Chilena de la Historia.
Como académico, dirigió la revista Finis Terrae (1954-1965), órgano oficial de la Pontificia Universidad  Católica de Chile; el Boletín de la Academia Chile de Historia; y finalmente, Historia, la revista científica más importante en esta materia a nivel nacional. También fue fundador del Instituto de Historia de la Universidad Católica de Chile y la Academia Diplomática de Chile. A partir de los años 1940, comenzó a producir una vasta obra de interpretación de la historia de Chile desde una postura católica conservadora proveniente del tradicionalismo político español.
Entre 1934 y 1954 dirigió la publicación más relevante en cuanto a la defensa de ideas conservadores en Chile, la revista Estudios. De ideología corporativista, nacionalista y fervientemente católica, sus colaboradores incluían a importantes intelectuales de la época, entre quienes destacan el historiador Mario Góngora, el filósofo Osvaldo Lira y el profesor de derecho Julio Philippi Izquierdo.

## Primeros años de vida
Fue el segundo hijo de Ramón Eyzaguirre Herzl y de Amelia Gutiérrez León. Se crio en una familia profundamente católica. Siendo descendiente de Agustín de Eyzaguirre, alcalde de Santiago en 1810 y miembro de la primera Junta de Gobierno y de Santos Izquierdo y Romero, miembro de la Orden de Montesa y opositor a la independencia de Chile.
Su fuerte religiosidad fue fortalecida por sus estudios en el Liceo Alemán de Santiago, dirigido por sacerdotes de la congregación del Verbo Divino. Descubrió en ese colegio su amor por la historia, bajo la influencia de su profesor Eduardo Ludemann. Otro profesor, Eduardo Solar Correa, le inculcó el amor a los clásicos del Siglo de Oro y a España en general.
Quedó huérfano de padre en 1916 y su tío, monseñor Miguel León Prado, quedó a cargo de su educación hasta que obtuvo el título de bachiller en Humanidades en 1925.

### Estudios superiores
Ingresó en 1926 a la Facultad de Ciencias Jurídicas, Políticas y Sociales de la Universidad Católica y en 1931 se recibió de licenciado en derecho con una tesis sobre los privilegios diplomáticos, síntesis histórica y de legislación comparada. Ese mismo año, la Corte Suprema de Chile le otorgó su título de abogado.
Durante sus años de estudiante entró a trabajar en un pequeño puesto en el Ministerio de Relaciones Exteriores para mantener sus estudios. En el ministerio se utilizó mucho su tesis, gracias a ser éste un manual de gran utilidad práctica para la diplomacia.

### Activismo católico
Se unió a la Liga Social, un grupo de católicos que pretendía formar conciencia social en torno a la doctrina social de la Iglesia. 
En 1932 se fundó la revista Estudios, que tenía como objeto difundir la obra del Centro de Estudios Religiosos (CER). Eyzaguirre fue secretario de redacción y su director por 25 años. 
Siempre participó activamente en agrupaciones de carácter católico, como la Asociación Nacional de Estudiantes Católicos pero jamás en la política, mostrándose escéptico ante tal actividad. Esto le granjeó desconfianzas por gente de derecha, pues si bien Eyzaguirre siempre votaba por los conservadores, éstos veían con suspicacia cómo les "robaba" jóvenes católicos con su escepticismo político.

### Matrimonio e hijos
Contrajo matrimonio el 26 de diciembre de 1934 con Adriana Paulina Philippi Izquierdo, descendiente directa del naturalista alemán que se radicó en Chile, Rodolfo Amando Philippi. Se conocieron en una recepción juvenil que daba María Teresa Huneeus en 1929. Del matrimonio nacieron cinco hijos, dos hombres y tres mujeres: Jaime (1935), Isabel Clara (1937), María Paz (1939), Rafael (1941) y María Teresa (1952).

## Historiador
Su gran pasión era la historia, pues nunca ejerció como abogado. Empezó por dictar clases en Historia del Derecho en su alma máter, y después fue uno de los fundadores del Departamento de Historia y Geografía de la Escuela de Pedagogía de la Universidad Católica, precedente del actual Instituto de Historia.
Se distinguió por su labor educativa en este departamento. En este lugar conoció a su gran amigo, el historiador e investigador Julio González Avendaño. En este lugar dejó mucho discípulos, dentro de los cuales se destacó el historiador Gonzalo Vial Correa.
Su pensamiento, marcado por su catolicismo, era contrario a los autores decimonónicos como Diego Barros Arana y Benjamín Vicuña Mackenna, los cuales realizaban ácidas críticas a la Conquista y colonia española. En este sentido, Eyzaguirre fue un revisionista, pues consideró como una de sus misiones fundamentales extirpar la leyenda negra española en Chile. En tal sentido, su obra recupera el concepto de Reino de Chile, tomando como base la idea central del ensayo del historiador argentino Ricardo Levene, Las Indias no eran colonias. También fue seguidor del español Ramiro de Maeztu, especialmente de su artículo cumbre Defensa de la Hispanidad, escrito en oposición a la obra de la República Española, poco antes de su fusilamiento. 
Dice Eyzaguirre sobre la colonización española de América:

Por eso el español no solo es un elemento más en el conglomerado étnico. Es el factor decisivo, el único que supo atraerlos a todos... Por eso lo que se haga por echar en olvido el nombre español en estas tierras y querer oponer a él una revalorización hiperbólica de lo indígena, irá en derechura a atentar contra el nervio vital que ata a nuestros pueblos. Todo lo que las viejas civilizaciones pudieron tener de valedero en el momento de plena decadencia en que las sorprendió la conquista, fue guardado y defendido por los mismos españoles que trajeron a tiempo el instrumento de la escritura, desconocido por los indígenas, para perpetuar la historia y tradiciones de los vencidos. Lo que los conquistadores destruyeron apenas es comparable con lo que transportaron de cultura.

Su obra historiográfica es vasta y abarca varios enfoques, desde la biografía, los ensayos interpretativos, y, por último, una síntesis global, la Historia de Chile. Sin embargo, nunca logró completar su obra maestra, pues falleció a causa de un accidente automovilístico en 1968, cuando su obra empezaba a tocar los primeros acontecimientos del siglo XIX.

## Premios y condecoraciones
- 1926 Caballero de la Orden de San Gregorio Magno
- 1946 Primer Premio en el Concurso Nacional convocado para escribir una biografía de Bernardo O'Higgins
- 1947 Comendador de la Orden de Isabel la Católica
- 1951 Premio Camilo Henríquez de la Sociedad de Escritores de Chile
- 1954 Gran cruz de la Orden de Alfonso X el Sabio
- 1958 Premio Marcial Martínez de la Facultad de Ciencias Jurídicas y Sociales de la Universidad de Chile por Chile durante el Gobierno de Errázuriz Echaurren (1896-1901)
- Premio municipal de Ensayo por la obra anterior
- 1965 Comendador de Das Grosse Verdienstkreuz (Alemania Occidental).
- 1968 Premio de Historia Francisco Antonio Encina, otorgado por la Municipalidad de Santiago, por Historia de Chile (póstumo).
- Medalla de Honor de la Academia Chilena de la Historia (póstumo).

## Homenaje a Jaime Eyzaguirre

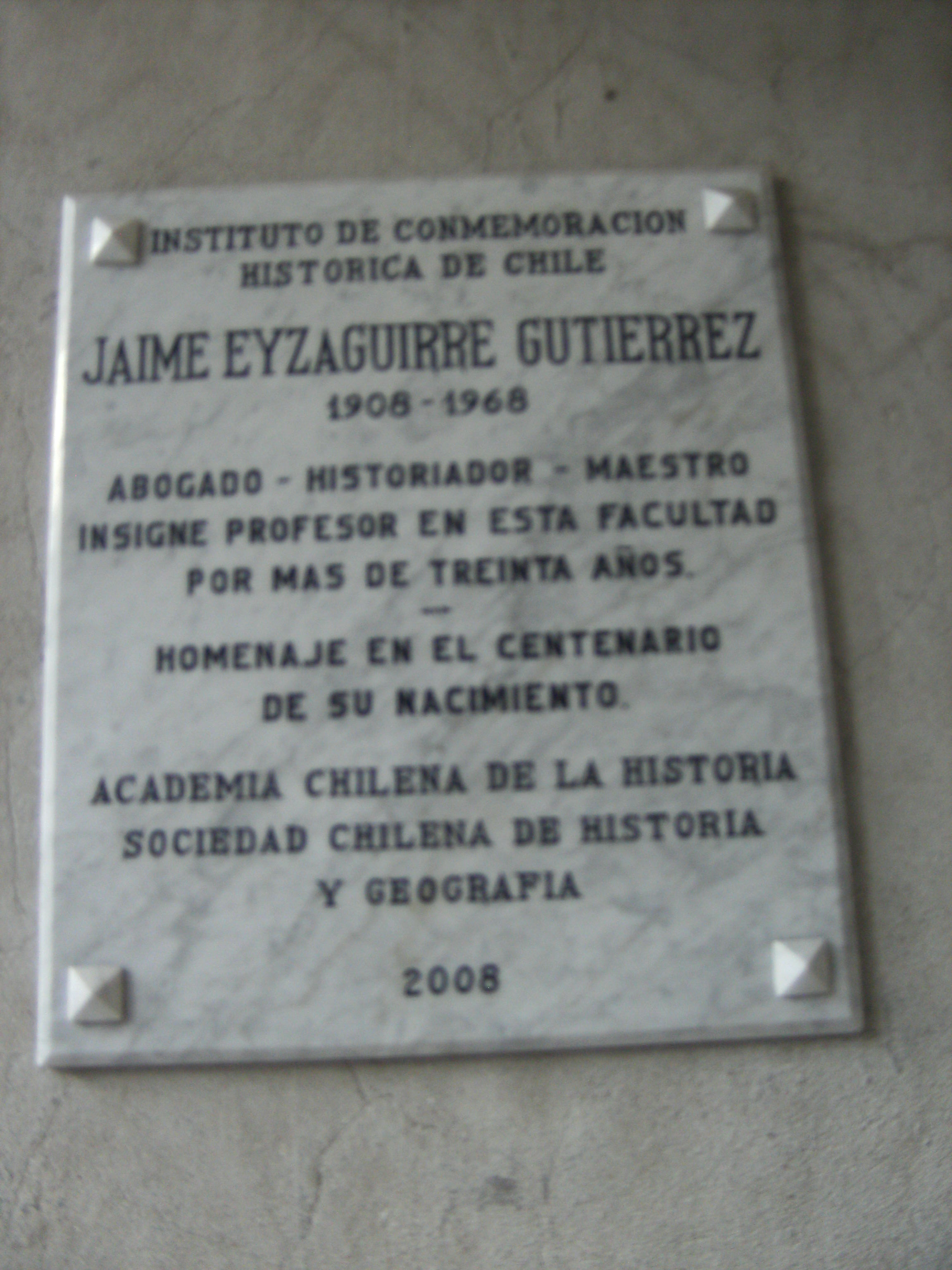
Placa en la Facultad de Derecho de la Universidad de Chile

El 22 de septiembre de 1978 en el salón de actos de la Escuela de Negocios de Valparaíso - que se convertiría en la Universidad Adolfo Ibáñez - se realizó una Sesión Académica en Conmemoración del Profesor señor Jaime Eyzaguirre G. 
En el folleto que la Escuela entregó con las transcripciones de los discursos dados aquella ocasión aparece una introducción en la que se indica que: «[las enseñanzas de Eyzaguirre] no son ajenas a los ideales de nuestra institución, conscientes de que la valoración de lo espiritual es requisito indispensable para la correcta y ponderada utilización de las herramientas técnicas que requieren los hombres de hoy».
En esta ceremonia participarían tres oradores: los profesores Adolfo Ibáñez Santa María, Fernando Durán y el R. P. Osvaldo Lira. Sus ponencias, respectivamente, fueron tituladas como "Trascendencia de Jaime Eyzaguirre", "Evocación de Jaime Eyzaguirre" y "Presencia y significado de las fuentes hispánicas e indígenas en nuestra cultura".
Una villa y calle principal de la comuna de Macul llevan su nombre; así también una calle en la comuna de Santiago (que conecta la Avda. Libertador Bernardo O'Higgins con las calles Carabineros de Chile y Marcoleta), un pasaje en la comuna de Pudahuel, y una escuela básica en la comuna de Recoleta.

### Obras

#### Libros
- La vida de un funcionario de la administración colonial española. El maestre de campo don Domingo de Eyzaguirre (1930)
- Privilegios diplomáticos. Síntesis histórica y de legislación comparada (1931)
- Historia de la Orden "Al Mérito" (1934)
- Elementos de la ciencia económica (1937) [en coautoría con Ricardo Claro]
- Eyzaguirre: Generaciones y semblanzas (1937)
- Léon Bloy: el peregrino de lo absoluto  (1940)
- Ventura de Pedro de Valdivia (1942)
- América Nuestra  (1944)
- O'Higgins (1946)
- Viejas imágenes (1947)
- Hispanoamérica del dolor (1947)
- Fisonomía histórica de Chile (1948), 17a. ed., (2004), Editorial Universitaria, ISBN 956-11-1442-9
- El Conde de la Conquista  (1951)
- Fuentes para la historia del derecho chileno (1952)
- Historia del derecho (1955), 17a. ed. (2003), Editorial Universitaria, ISBN 956-11-1859-9
- Historia constitucional de Chile (1955)
- Chile durante el gobierno de Errázuriz Echaurren, 1896-1901 (1957)
- Ideario y ruta de la emancipación chilena (1957), 29a. ed.,  (2007), Editorial Universitaria, ISBN 956-11-1904-8
- La soberanía de Chile en las tierras australes (1958)
- Archivo epistolar de la familia Eyzaguirre 1747-1854 (1960)
- Chile en el tiempo (1961)
- El alcalde del año diez (1961)
- La frontera histórica chileno-argentina (1962)
- Chile y Bolivia: esquema de un proceso diplomático (1963)
- La orden al mérito de Chile (1964)
- El intento de negociación chileno-boliviana de 1950 y su secuela (1967)
- Historia de las instituciones políticas y sociales de Chile (1967)
- Breve historia de las fronteras de Chile (1968)
- Hispanoamérica del dolor (1969)
- La logia lautarina y otros estudios sobre la independencia (1973)
- Historia de Chile (Tomo I 1965; y Tomo II, póstumo, 1974)

#### Artículos
- La actitud religiosa de don Bernardo O'Higgins (1961).
- Cartas de don Tomás O'Higgins a don Bernardo O'Higgins (1965).
- Episodios de la guerra de Chile con España (1966).
- Nuevos testimonios de la jurisdicción del Reino de Chile en el desierto de Atacama (junto con Fernando Silva Vargas) (1966).

### Sobre Jaime Eyzaguirre
- Góngora, Álvaro; De La Taille, Alexandrine; Vial Correa, Gonzalo (2002). Jaime Eyzaguirre en su Tiempo. Universidad Finis Terrae/Editorial Zig Zag. ISBN 956-12-1483-0.

- Hanisch, Walter. Jaime Eyzaguirre. Mapocho, Santiago, 1969.
- Krebs, Ricardo. Algunos aspectos de la visión histórica de Jaime Eyzaguirre. Instituto de Estudios Históricos, Universidad Católica de Chile, Santiago, 1968.
- Montes, Hugo. Jaime Eyzaguirre, en Capítulos de literatura chilena, CPEIP, Santiago, 1974.
- Vial, Gonzalo. Jaime Eyzaguirre, historiador. Prólogo del libro de Jaime Eyzaguirre, La logia lautarina.
- Cristi, Renato; Ruiz, Carlos. Corporativismo e hispanismo en la obra de Jaime Eyzaguirre en El pensamiento conservador en Chile. Editorial Universitaria, Santiago, 1992.
- Catejo Cofré, Daniel. "Hacia una esencia de la identidad chilena. La utopía de la historiografía conservadora del siglo XX: Alberto Edwards, Francisco A. Encina y Jaime Eyzaguirre". Revista Historia Universidad de Concepción, Vol. 1 (enero-junio de 2015)